# Минско-Дворянск
Минско-Дворянск — упразднённая деревня в Тарском районе Омской области России. Входила в состав Нагорно-Ивановского сельсовета. Упразднена в 1972 году.

## География
Деревня располагалась в 3 км к востоку от деревни Уразай, в истоке реки Уразай.

## История
Основана в 1894 г. В 1928 году посёлок Минско-Дворянский состоял из 25 хозяйств, в нём размещалась школа 1-й ступени. В административном отношении входил в состав Уразайского сельсовета Екатерининского района Тарского округа Сибирского края. До 1950 г. в деревне действовал колхоз «Красный совет», затем деревня вошла в качестве одного из отделений в состав укрупненного «Октябрь». Исключена из учётных данных в 1972 г.

## Население
По данным переписи 1926 года в поселке проживало 153 человека (80 мужчин и 73 женщины), основное население — белоруссы.